# 徐婷
徐婷（1990年10月3日—2016年9月7日）是一位中国大陸女演员。

## 生平
1990年出生在安徽芜湖，2009年考入四川传媒学院表演系，2010年出道，处女作作品为尤小刚导演电视剧《西施秘史》。后陆续参演多部电影和电视剧。
2016年9月7日因患淋巴癌在北京304医院逝世，得年25岁。